# Great-Barrington-Erklärung
Die Great-Barrington-Erklärung ist ein Dokument, das vom American Institute for Economic Research in Great Barrington (Massachusetts) verfasst und am 4. Oktober 2020 vom Mediziner Martin Kulldorff, der Epidemiologin Sunetra Gupta und dem Epidemiologen Jay Bhattacharya unterzeichnet wurde. Es empfiehlt im Rahmen der COVID-19-Pandemie den „gezielten Schutz“ der Risikogruppen, während jungen Menschen und Personen mit einem geringeren Sterberisiko erlaubt werden solle, ihr normales Leben zu führen, bis durch natürliche Ansteckungen eine Herdenimmunität erreicht sei. Dadurch sollen die durch einen Lockdown oder Shutdown verursachten Kollateralschäden vermieden werden.
Von der Mehrheit an Experten wurde die Petition klar zurückgewiesen. Die WHO, Stimmen aus der Forschung und öffentlichen Gesundheitsversorgung kritisieren Teile der Great-Barrington-Erklärung: Unter anderem sei das Konzept, Personen mit geringerem Sterberisiko der Gefahr der Ansteckung in der Pandemie auszusetzen, um damit eine Herdenimmunität zu erreichen, ethisch problematisch und nicht wissenschaftlich fundiert. Die Gesellschaft für Virologie hält das Konzept ebenfalls für nicht tragfähig. Hingegen wurde Zustimmung durch Bots in Social Media festgestellt, was auf eine Manipulation der Debatte zu Lasten der wissenschaftlichen Konsensmeinung hindeutet, die die Herdenimmunitätsstrategie der Great Barrington-Erklärung ablehnt.
In der wissenschaftlichen Fachliteratur wurde die Great-Barrington-Erklärung als antiwissenschaftliche Desinformationskampagne von hochgradig organisierten Kräften aus dem libertären Umfeld beurteilt. Sie sei eine vom u. a. für Klimawissenschaft leugnende Aussagen bekannten libertären Think Tank gesponserte Petition, in der eine Vielzahl von Unterzeichnern, von denen viele über keine relevante Expertise verfügten, für eine Herdenimmunitätsstrategie bei COVID-19 votierten, bei der die Pandemie weitgehend ungehindert durch die Bevölkerung laufen sollte und nur besonders Gefährdete (vorgeblich) geschützt werden sollten. Tatsächlich werde jedoch eine solche Position von der Mehrheit der Fachleute abgelehnt und werde auch von der Weltgesundheitsorganisation als schlicht „unethisch“ eingeordnet.

## Inhalt
Die Verfasser und Unterzeichner der Erklärung richten sich insbesondere gegen Lockdowns als Mittel der Pandemiebekämpfung und führen an, dass diese „kurz- und langfristig verheerende Auswirkungen“ auf die Gesundheit der Bevölkerung habe. Als Ausgangspunkt dieser Überlegungen werden folgende unerwünschte Folgen der bisherigen Eindämmungsstrategie genannt: eine niedrigere Impfquote bei Kindern, schlechtere Verläufe von Herz-Kreislauf-Erkrankungen, eine geringere Inanspruchnahme von Krebsvorsorgeuntersuchungen sowie die Folgen für die psychische Gesundheit. Die Autoren folgern, dass daraus eine in Zukunft erhöhte Sterblichkeit resultiere. Die Schließung der Schulen stelle eine Ungerechtigkeit dar. Folgen der Lockdowns würden die Arbeiterschicht sowie die jüngere Generation am stärksten treffen.
Demgegenüber schlagen die Verfasser vor, nicht schutzbedürftigen Menschen mit geringerem Sterberisiko zu erlauben, ihr normales Leben weiterzuführen und dabei lediglich einfache Hygienemaßnahmen wie Händewaschen zu beachten. Über Mund-Nasen-Masken trifft die Erklärung keine Aussage. Der beste Schutz für die Risikogruppen bestehe in der dadurch zu erreichenden Herdenimmunität. Bis zum Erreichen der Herdenimmunität seien die Maßnahmen der Politik auf den bestmöglichen Schutz der gefährdeten Bevölkerungsgruppen zu konzentrieren (focused protection). Als Maßnahmen werden genannt, durch PCR-Tests sicherzustellen, dass gefährdete Personen in Pflegeheimen nicht mit erkranktem Personal oder Besuchern in Kontakt kommen. Gefährdete Personen zu Hause sollten sich Lebensmittel und andere wichtige Güter nach Hause liefern lassen.

## Rezeption
Die WHO kritisierte das Konzept, allein durch unkontrollierte Erregerausbreitung eine Herdenimmunität zu erreichen, da nicht erwiesen sei, dass eine dauerhafte Immunität gegen das Virus erreicht werden könne. Außerdem wisse man noch zu wenig über das Virus und insbesondere über die Langzeitfolgen auch bei überstandener Infektion. Diese Vorgehensweise sei daher unethisch und nicht vertretbar.
Mit dem John Snow Memorandum veröffentlichten am 15. Oktober 2020 über 80 Wissenschaftler und Experten eine Denkschrift in The Lancet, die den alleinigen Schutz der gefährdeten Bevölkerungsgruppen als gefährlichen Irrweg beschreibt und stattdessen weiterhin den Schutz aller Bevölkerungsgruppen fordert, bis ein Impfstoff erschienen ist.
Zwar betonten die Unterzeichner Kulldorff, Gupta und Bhattacharya, unabhängig von Interessenkonflikten gehandelt zu haben; in Rezeptionen wurde jedoch darauf hingewiesen, dass das American Institute for Economic Research als libertäre Denkfabrik gelte, die sich schon davor stark gegen die Maßnahmen zur Pandemiebekämpfung gestellt hätte. Das American Institute for Economic Research werde unter anderem von der Charles Koch Foundation finanziert, welche auch den menschengemachten Klimawandel in Zweifel zieht.
Die Gesellschaft für Virologie kritisierte, eine „Durchseuchung“ würde nicht nur die Gesundheit derjenigen, die nicht geschützt werden, langfristiger beeinträchtigen, sondern auch wirtschaftlichen Schaden verursachen. Zudem sei ein Aufteilen der Bevölkerung in ungefährdet und gefährdet aufgrund der vielen darauf einwirkenden Faktoren und der Schutz der Gefährdeten bei hohen Infektionszahlen nicht möglich und keine gesellschaftlich zu wünschende Strategie. Es hätten vielmehr mehrere Staaten gezeigt, dass eine breite Eindämmung „der beste Weg“ sei.
Anthony Fauci, Direktor des National Institute of Allergy and Infectious Diseases, hielt die Idee der Schaffung einer Herdenimmunität durch unkontrollierte Ansteckungen für unsinnig und gefährlich; dies würde zu vielen vermeidbaren Todesfällen führen. Dabei ging er davon aus, dass in den USA ein Drittel der Population vulnerabel sei und schwerwiegendere Krankheitssymptome bei COVID-19 entwickeln würde. Den Schutz dieser vulnerablen Gruppen, auch derjenigen, die nicht in Einrichtungen wie Pflegeheimen leben, sah er als nicht möglich an.
Christian Drosten beurteilte die Great-Barrington-Erklärung als Desinformation falscher Experten im Sinne der Wissenschaftsleugnung. Unter anderem verwies er darauf, dass die Initiatoren „eine Gruppe von Pseudoexperten“ seien, die keine relevante fachspezifische Expertise in der Virologie besäßen, sich aber trotzdem öffentlichkeitswirksam zu infektionsepidemiologischen Themen äußerten. Ebenfalls zog er einen Vergleich mit der 2020 publizierten Stellungnahme der Kassenärztlichen Bundesvereinigung, die er mitverantwortlich machte für einen starken Anstieg der Infizierten- und Hospitalisiertenzahlen Ende 2020. Diese sei eine „deutsche Version der Great Barrington-Erklärung“ gewesen, ein Positionspapier, das eigentlich „die Auffassung von Wissenschaft und Ärzteschaft vertreten sollte“, tatsächlich aber „nur die Auffassung einiger weniger wiedergegeben“ habe, „die ohne wissenschaftliche Begründung Eigenverantwortung statt Verbote forderten“.
Martin McKee und David Stuckler schrieben in The BMJ u. a. mit Verweis auf die oben genannte Lancet-Arbeit, dass der Ansatz der Erklärung „zutiefst fehlerhaft“ sei und seine Befürworter keinerlei Argumente geliefert hätten, wie man bis zu 40 % der Bevölkerung wirksam isolieren sollte. Zudem verwiesen sie auf das Urteil des Präsidenten der UK Academy of Medical Sciences, dass die in der Erklärung gemachten Vorschläge „unethisch und einfach nicht möglich“ seien. Problematisch sei, dass die Mitzeichnung gutmeinender Wissenschaftler und Ärzte den Anschein erwecke, die Wissenschaft sei in zwei ähnlich starke, miteinander konkurrierende Lager zerfallen, was das Vertrauen in die Wissenschaft untergrabe. In dieser Hinsicht verweisen sie auf die von weiteren Stimmen geäußerte Ähnlichkeit des Vorgehens mit dem Hervorrufen von Zweifeln am Klimawandel oder der Gesundheitsschädlichkeit des Rauchens.
Martin Eichner, Professor an der Eberhard-Karls-Universität Tübingen, kritisierte Schwächen bei der Ausarbeitung des Konzeptes. Bei Mehrgenerationenhaushalten sah er kaum Möglichkeiten, das Infektionsrisiko zu senken. Zudem könne die Infektion durch die zu erwartende höhere Inzidenz in der Bevölkerung auch wieder leichter in Alten- und Pflegeheime getragen werden; durch PCR-Tests könne dies nicht in allen Fällen verhindert werden.
Ansgar W. Lohse, Infektiologe und Klinikdirektor am Universitätskrankenhaus Eppendorf in Hamburg, ist der Erklärung beigetreten. Er sagte in einem Interview mit dem Hamburger Abendblatt, dass eine Herdenimmunität benötigt werde. Es stelle sich nur die Frage, ob dies durch eine Impfstrategie alleine oder durch weit verbreitete Infektionen erreicht werde. Seiner Meinung nach biete eine Kombination von beidem den besten Schutz. Dabei müssten die Risikogruppen besonders geschützt werden. Nichts anderes fordere die Erklärung.
Ferner wurde das Dokument in einem Leitartikel des Wall Street Journals befürwortet.
Einige Tage nach Veröffentlichung trafen sich der damalige Berater der Regierung Trump zu COVID-19 Scott Atlas sowie der Gesundheitsminister Alex Azar mit den Verfassern.  Azar gab dieses Treffen auf Twitter bekannt und erklärte, er habe starke wissenschaftliche Quellen gehört, die die Politik der Trump-Administration unterstützten, die Anfälligen zu schützen, aber Wirtschaft und Schulen zu öffnen. Auch Floridas Gouverneur Ron DeSantis hatte sich im September 2020 mit Bhattacharya, Gupta und Kulldorff getroffen.
Anonyme Quellen aus dem Weißen Haus berichteten, die Regierung bereite sich darauf vor, das in der Erklärung beschriebene Konzept zum Erreichen einer Herdenimmunität umzusetzen, später dementierte Scott Atlas diese Behauptung.